# Thecla ematheon
Thecla ematheon är en fjärilsart som beskrevs av Pieter Cramer 1779. Thecla ematheon ingår i släktet Thecla och familjen juvelvingar. Inga underarter finns listade i Catalogue of Life.